# Hapaloptila castanea
La monaca facciabianca (Hapaloptila castanea (J.Verreaux, 1866)) è un uccello piciforme della famiglia Bucconidae. È l'unica specie del genere Hapaloptila.